# Gérard Léonard
Pour les articles homonymes, voir Léonard.
Gérard Léonard, né le 1er juillet 1945 à Lyon et mort le 6 juin 2006 à Vandœuvre-lès-Nancy en Meurthe-et-Moselle, est un homme politique français, maire de Saint-Max durant 22 années.

## Biographie
Professeur de droit constitutionnel à la faculté de Nancy, ancien de l'UJP, Gérard Léonard est élu député au scrutin de liste en 1986. Il est battu dans sa circonscription en 1988, mais retrouve son siège dès décembre 1988 à la suite de l'invalidation de l'élection du printemps. Il le conserve jusqu'en 1997, et après une nouvelle interruption de cinq ans le retrouve le 16 juin 2002, pour la XIIe législature (2002-2007), dans la circonscription de Meurthe-et-Moselle (2e). Il faisait partie du groupe UMP. Il est remplacé par sa suppléante Patricia Burckhart-Vandevelde.
Membre de la commission des Lois, pilier du RPR sur les questions de nationalité et de sécurité, Gérard Léonard avait pris position en faveur de Jacques Chirac face à Édouard Balladur puis avait soutenu Nicolas Sarkozy.

## Mandats
- 14/03/1983 - 12/03/1989 : Maire de Saint-Max (Meurthe-et-Moselle)
- 02/04/1986 - 14/05/1988 : Député
- 13/12/1988 - 01/04/1993 : Député
- 18/03/1989 - 18/06/1995 : Maire de Saint-Max (Meurthe-et-Moselle)
- 23/03/1992 - 15/03/1998 : Vice-Président du Conseil régional de Lorraine
- 02/04/1993 - 21/04/1997 : Député
- 25/06/1995 - 18/03/2001 : Maire de Saint-Max (Meurthe-et-Moselle)
- 16/03/1998 - 15/07/2002 : Vice-Président du Conseil régional de Lorraine
- 16/06/2002 - 06/06/2006 : Maire de Saint-Max, (Meurthe-et-Moselle).
- 16/06/2002 - 06/06/2006 : Député.